# Alice Smith
Alice Smith (née le 30 novembre 1978) est une auteure-compositrice et chanteuse américaine de rock, R&B, blues, jazz et soul.

## Discographie
| For Lovers, Dreamers & Me                 | - Formats : CD, téléchargement - Sortie : 2006 | —  | —  | 39 |
| She                                       | - Formats : CD, téléchargement - Sortie : 2013 | 26 | 33 | 9  |
| "—" pas sorti ou pas classé dans le pays. |                                                |    |    |    |